# Abchazië

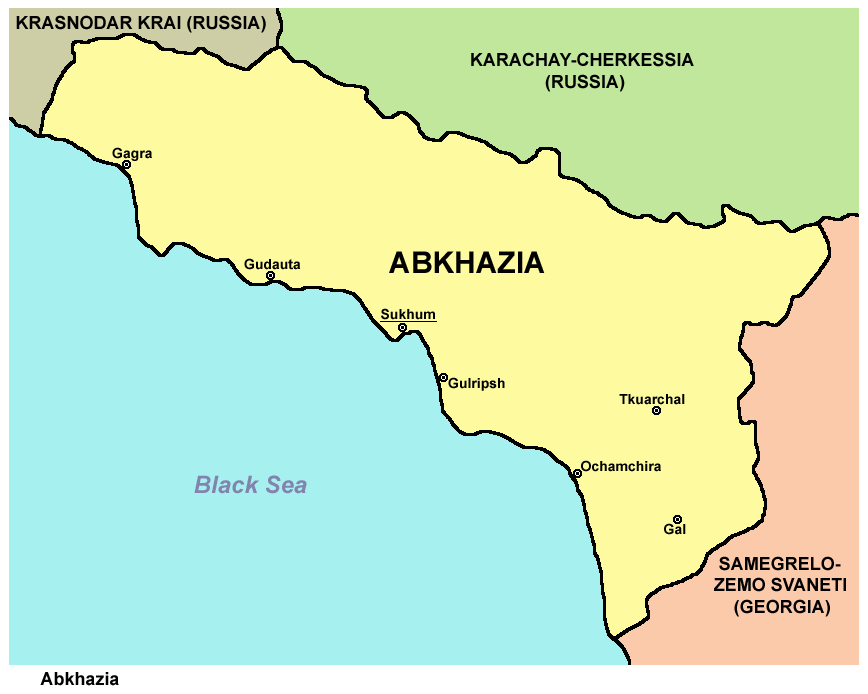
Abchazië

Abchazië (Abchazisch: Аҧсны, Apsny; Georgisch: აფხაზეთი, Apchazeti; Russisch: Абха́зия, Abcházija) is een autonome republiek van Georgië met een omstreden status als ‘’de facto’’ afgescheiden land. Het gebied ligt aan de Zwarte Zee in de westelijke Kaukasus. De hoofdstad is Soechoemi.

## Politieke situatie
Volgens het grootste deel van de internationale gemeenschap is Abchazië een autonome republiek binnen het territorium van Georgië. In de praktijk is Abchazië sinds 1993 ‘’de facto’’ onafhankelijk van Georgië en staat het gebied onder Russische invloed. Rusland heeft sinds het einde van de oorlog in 1993 troepen gestationeerd in Abchazië. Samen met de ‘’de facto’’ staten Transnistrië en Zuid-Ossetië richtte Abchazië de Gemeenschap voor democratie en rechten van staten op om hun gezamenlijke belangen te behartigen en samen te werken.
Na de Russisch-Georgische Oorlog van augustus 2008 werd Abchazië door een beperkt aantal VN-lidstaten erkend. Rusland erkende de onafhankelijkheid van Abchazië als eerste op 26 augustus 2008. Op 5 september 2008 volgde Nicaragua, op 10 september 2009 Venezuela, op 15 december 2009 Nauru, op 31 mei 2011 Vanuatu, op 19 september 2011 Tuvalu, en op 29 mei 2018 erkende Syrië de onafhankelijkheid van het gebied. Vanuatu en Tuvalu hebben op respectievelijk 12 juli 2013 en 31 maart 2014 hun erkenning ingetrokken. Sinds 2025 is de president van Abchazië Badra Goenba.
Anno 2012 beschikte Abchazië over twee ambassades die als zodanig door ontvangende landen worden erkend, in Moskou en Caracas. Deze laatste behartigt Abchazische belangen in twee landen, Venezuela en Nicaragua.

## Geografie
Abchazië beslaat een gebied van ongeveer 8660 km² aan de noordkust van de Zwarte Zee. De bergen van de Kaukasus in het noorden en het noordoosten scheiden Abchazië van de Russische kraj Krasnodar en de Russische autonome republiek Karatsjaj-Tsjerkessië. In het zuidoosten wordt Abchazië begrensd door de Georgische regio Samegrelo-Zemo Svaneti en in het zuidwesten door de Zwarte Zee.
De republiek is uiterst bergachtig: bijna 75 procent van het grondgebied bestaat uit bergen of uitlopers. De hoogste top is 3309 meter. De bewoning is grotendeels beperkt tot de kust en een aantal diepe, goed bewaterde valleien.
Het klimaat is uiterst mild. In het gebied worden thee, tabak, wijn en fruit verbouwd.

## Bestuurlijke indeling
De Republiek Abchazië kent naast de centrale overheid ook andere bestuurslagen, territoriale onderdelen waar regels vastgesteld en/of beslissingen worden genomen over bepaalde gebieden en/of hun bewoners. Het betreft de volgende bestuurslagen:
| Bestuurslagen                                                                                     | Bestuurslagen                          | Bestuurslagen                                                             |
| ------------------------------------------------------------------------------------------------- | -------------------------------------- | ------------------------------------------------------------------------- |
| centraal niveau                                                                                   | rayonniveau                            | lokaal niveau                                                             |
| Republiek Abchazië - Аԥсны Аҳәынҭқарра Apsny Ahwyntkarra - Республика Абхазия Respublika Abhazija |                                        | hoofdstad - aҳҭнықалақь, ahtiykalak' - cтолица, stolica                   |
| Republiek Abchazië - Аԥсны Аҳәынҭқарра Apsny Ahwyntkarra - Республика Абхазия Respublika Abhazija | rayons - араион, araion - район, rajon | steden - ақалақь, akalak' - город, gorod                                  |
| Republiek Abchazië - Аԥсны Аҳәынҭқарра Apsny Ahwyntkarra - Республика Абхазия Respublika Abhazija | rayons - араион, araion - район, rajon | stedelijke nederzetting - посёлок городского типа, posëlok gorodsogo tipa |
| Republiek Abchazië - Аԥсны Аҳәынҭқарра Apsny Ahwyntkarra - Республика Абхазия Respublika Abhazija | rayons - араион, araion - район, rajon | dorpen - ақыҭа, akyta - село, selo                                        |
| 1. 2.                                                                                             |                                        |                                                                           |

1) Gagra
2) Goedaoeta
3) Soechoemi
4) Goelripsji
5) Otsjamtsjire
6) Tkvartsjeli
7) Gali

Abchazië is verdeeld in zeven rayons of districten (Abchazisch: араион, araion; Russisch: район, rajon):
- Gagra
- Gali
- Goedaoeta
- Goelripsji
- Otsjamtsjire
- Soechoemi
- Tkvartsjeli

De hoofdstad Soechoemi maakt geen deel uit van een rayon. De rayons kennen als onderverdeling de stad (ақалақь, akalak'/город, gorod) en het dorp (ақыҭа, akyta/село, selo).

## Demografie

### Bevolkingsontwikkeling
De demografie van Abchazië heeft belangrijke veranderingen ondergaan sinds de jaren 90. Op het tijdstip van de laatste sovjettelling in 1989 had het een bevolking van 525.061. De Georgiërs (hoofdzakelijk uit Mingrelië) vormden toen 45,7 procent van de bevolking en zo'n 17,8 procent bestond uit inheemse Abchazen.
In 1993 leidde een oorlog (zie geschiedenis van Abchazië) tot een breuk tussen Abchazië en Georgië. Veel Georgiërs zijn sindsdien vertrokken. Vooral hierdoor is de bevolking een stuk afgenomen sinds de oorlog.
Volgens een schatting van 2015 wonen er zo'n 243.206 mensen in Abchazië. In 26 jaar tijd (1989-2015) is de bevolking dus meer dan gehalveerd.

### Etnische samenstelling
Abchazen vormen met 124.115 mensen een nipte meerderheid van de bevolking (51,0 procent). Er wonen zo'n 43.496 Georgiërs deze vormen daarmee 17,9 procent van de bevolking. Met 41.925 mensen vormen de Armeniërs de derde bevolkingsgroep qua inwoners (ofwel zo'n 17,2 procent van de bevolking). De Russen vormen met 22.301 inwoners de vierde bevolkingsgroep (9,2 procent). Er wonen tevens 3.244 Mingreliërs deze vormen hiermee zo'n 1,3 procent van de bevolking.
| Etnische samenstelling van Abchazië (2015) | Etnische samenstelling van Abchazië (2015) | Etnische samenstelling van Abchazië (2015) | Etnische samenstelling van Abchazië (2015) |
| Etnische groep                             | Aantal                                     | %                                          |                                            |
| ------------------------------------------ | ------------------------------------------ | ------------------------------------------ | ------------------------------------------ |
| Abchazen                                   | 124.115                                    | 51,0%                                      |                                            |
| Georgiërs                                  | 43.496                                     | 17,9%                                      |                                            |
| Armeniërs                                  | 41.925                                     | 17,2%                                      |                                            |
| Russen                                     | 22.301                                     | 9,2%                                       |                                            |
| Mingreliërs                                | 3.244                                      | 1,3%                                       |                                            |
| Oekraïners                                 | 1.758                                      | 0,7%                                       |                                            |
| Grieken                                    | 1.350                                      | 0,6%                                       |                                            |
| Turken                                     | 723                                        | 0,3%                                       |                                            |
| Osseten                                    | 596                                        | 0,2%                                       |                                            |
| Tataren                                    | 355                                        | 0,1%                                       |                                            |
| Esten                                      | 354                                        | 0,1%                                       |                                            |
| Roma                                       | 276                                        | 0,1%                                       |                                            |
| Wit-Russen                                 | 265                                        | 0,1%                                       |                                            |
| overige bevolkingsgroepen                  | 2.448                                      | 1,0%                                       |                                            |
| Totaal                                     | 243.206                                    | 100%                                       |                                            |

### Religie
Het christendom is de grootste religie in Abchazië, gevolgd door de islam. Er leven ook kleine aantallen joden en atheïsten.

## Geschiedenis

### Vroege geschiedenis
Abchazië was in de vroege Middeleeuwen een kolonie van het Oost-Romeinse Rijk of Byzantijnse Rijk, tussen de 8e en 10e eeuw als Koninkrijk Abchazië, daarna tot de 15e eeuw in unie met Georgië. In de 15e eeuw, tijdens het uiteenvallen van Georgië, werd het Vorstendom Abchazië onderdeel van Koninkrijk Imeretië, waarna de Ottomanen gezag over het gebied uitoefenden. Nadat de vorstendommen Goeria, Mingrelië, Abchazië en het koninkrijk Imeretië in de 18e eeuw zich daarvan los hadden gemaakt, werd Abchazië begin 19e eeuw een vazalstaat van het keizerrijk Rusland om enkele decennia later helemaal ingelijfd te worden. 
Nadat de Democratische Republiek Georgië zich inclusief Abchazië in 1918 had losgemaakt van het Russisch Rijk, kreeg Abchazië autonomie toegekend in de grondwet van de republiek. Nadat Jozef Stalin met het Rode Leger Georgië had ingelijfd bij de Sovjet-Unie, werd Abchazië eerst als sovjetrepubliek opgericht, waarna het in een unieverband feitelijk ondergeschikt werd gemaakt aan de Georgische sovjetrepubliek. Tien jaar later, in 1931, werd Abchazië een autonome republiek binnen de Georgische SSR als Abchazische Autonome Socialistische Sovjetrepubliek.

### Eind jaren tachtig
De Abchazen, die voor de burgeroorlog 17,8% van de totale bevolking uitmaakten in dit gebied, begonnen in de late jaren tachtig van de 20e eeuw met een campagne om van hun autonome republiek een volwaardige sovjetrepubliek te maken. Dit werd door de hier levende etnische Georgiërs, die toen 45% van de bevolking uitmaakten, van het begin af aan bestreden. In juli 1989 waren er bloedige botsingen tussen Abchazen en Georgiërs in de Abchazische hoofdstad Soechoemi. Ook in augustus van dat jaar bleven er zich botsingen voordoen, maar daarna werd het weer vrij rustig in Abchazië.